# Никарагва на Светском првенству у атлетици на отвореном 2023.
Никарагва је учествовала на 19. Светском првенству у атлетици на отвореном 2023. одржаном у Будимпешти од 19. до 27. августа деветнаести пут, односно, учествовала је на свим првенствима до данас. Репрезентацију Никарагвe представљала је 1 атлетичар који се такмичио у трци на 200 метара. , .
На овом првенству такмичар Никарагве није освојио ниједну медаљу нити је остварио неки резултат.

## Учесници
Мушкарци: 
- Yeykell Eliu Romero — 200 м

## Резултати

### Мушкарци
| Атлетичар           | Дисциплина | Лични рекорд | Квалификације | Квалификације | Полуфинале           | Полуфинале           | Финале               | Финале       | Детаљи |
| Атлетичар           | Дисциплина | Лични рекорд | Резултат      | Место         | Резултат             | Место                | Резултат             | Место        | Детаљи |
| ------------------- | ---------- | ------------ | ------------- | ------------- | -------------------- | -------------------- | -------------------- | ------------ | ------ |
| Yeykell Eliu Romero | 200 м      | 21,18 НР     | 21,71         | 8. гр. 6      | Није се квалификовао | Није се квалификовао | Није се квалификовао | 53 / 54 (57) |        |